# Combat de l'année Ring Magazine

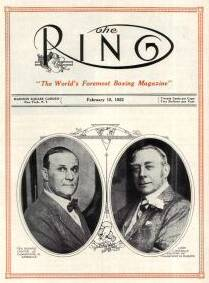
Première couverture de The Ring

Le combat de l'année Ring Magazine est une récompense décernée depuis 1922 par les journalistes de ce magazine sportif américain consacré à la boxe anglaise. En voici la liste, :

## Années 1920
- 1922 -  Harry Greb bat aux points en 15 rounds Gene Tunney
- 1923 -  Jack Dempsey bat par KO au 2e round Luis Ángel Firpo
- 1924 -  Gene Tunney bat par KO au 15e round Georges Carpentier
- 1925 -  Harry Greb bat aux points en 15 rounds Mickey Walker
- 1926 -  Gene Tunney bat aux points en 10 rounds Jack Dempsey
- 1927 -  Gene Tunney bat aux points en 10 rounds Jack Dempsey
- 1928 -  Tommy Loughran bat aux points en 15 rounds Leo Lomski
- 1929 -  Max Schmeling bat par KO au 9e round Johnny Risko

## Années 1930
- 1930 -  Jack Kid Berg bat aux points en 10 rounds Kid Chocolate
- 1931 -  Max Schmeling bat par KO au 15e round Young Stribling
- 1932 -  Tony Canzoneri bat aux points en 15 rounds Billy Petrolle
- 1933 -  Max Baer bat par KO au 10e round Max Schmeling
- 1934 -  Barney Ross bat aux points en 15 rounds Jimmy McLarnin
- 1935 -  Joe Louis bat par KO au 4e round Max Baer
- 1936 -  Max Schmeling bat par KO au 12e round Joe Louis
- 1937 -  Joe Louis bat aux points en 15 rounds Tommy Farr
- 1938 -  Henry Armstrong bat aux points en 15 rounds Lou Ambers
- 1939 -  Joe Louis bat par KO au 11e round Bob Pastor

## Années 1940
- 1940 -  Ceferino Garcia fait match nul en 10 rounds face à Henry Armstrong
- 1941 -  Joe Louis bat par KO au 13e round Billy Conn
- 1942 -  Willie Pep bat aux points en 15 rounds Chalky Wright
- 1943 -  Beau Jack bat aux points en 15 rounds Bob Montgomery  (2e combat)
- 1944 -  Bob Montgomery bat aux points en 15 rounds Beau Jack  (3e combat)
- 1945 -  Rocky Graziano bat par KO au 10e round Freddie Cochrane  (1er combat)
- 1946 -  Tony Zale bat par KO au 6e round Rocky Graziano
- 1947 -  Rocky Graziano bat par KO au 6e round Tony Zale
- 1948 -  Marcel Cerdan bat par KO au 12e round Tony Zale
- 1949 -  Willie Pep bat aux points en 15 rounds Sandy Saddler

## Années 1950
- 1950 -  Jake LaMotta bat par KO au 15e round Laurent Dauthuille
- 1951 -  Jersey Joe Walcott bat par KO au 7e round Ezzard Charles
- 1952 -  Rocky Marciano bat par KO au 13e round Jersey Joe Walcott
- 1953 -  Rocky Marciano bat par KO au 11e round Roland LaStarza
- 1954 -  Rocky Marciano bat par KO au 8e round Ezzard Charles
- 1955 -  Carmen Basilio bat par KO au 12e round Tony DeMarco  (2e combat)
- 1956 -  Carmen Basilio bat par KO au 9e round Johnny Saxton  (2e combat)
- 1957 -  Carmen Basilio bat aux points en 15 rounds Sugar Ray Robinson
- 1958 -  Sugar Ray Robinson bat aux points en 15 rounds Carmen Basilio
- 1959 -  Gene Fullmer bat par KO au 14e round Carmen Basilio

## Années 1960
- 1960 -  Floyd Patterson bat par KO au 5e round Ingemar Johansson
- 1961 -  Joe Brown bat aux points en 15 rounds Dave Charnley
- 1962 -  Joey Giardello bat aux points en 10 rounds Henry Hank
- 1963 -  Mohamed Ali bat aux points en 10 rounds Doug Jones
- 1964 -  Mohamed Ali bat par KO au 7e round Sonny Liston
- 1965 -  Floyd Patterson bat aux points en 12 rounds George Chuvalo
- 1966 -  José Torres bat aux points en 15 rounds Eddie Cotton
- 1967 -  Nino Benvenuti bat aux points en 15 rounds Émile Griffith
- 1968 -  Dick Tiger bat aux points en 10 rounds Frank DePaula
- 1969 -  Joe Frazier bat par KO au 7e round Jerry Quarry

## Années 1970
- 1970 -  Carlos Monzon bat par KO au 12e round Nino Benvenuti
- 1971 -  Joe Frazier bat aux points en 15 rounds Mohamed Ali
- 1972 -  Bob Foster bat par KO au 14e round Chris Finnegan
- 1973 -  George Foreman bat par KO au 2e round Joe Frazier
- 1974 -  Mohamed Ali bat par KO au 8e round George Foreman
- 1975 -  Mohamed Ali bat par KO au 14e round Joe Frazier
- 1976 -  George Foreman bat par KO au 5e round Ron Lyle
- 1977 -  Jimmy Young bat aux points en 12 rounds George Foreman
- 1978 -  Leon Spinks bat aux points en 15 rounds Mohamed Ali
- 1979 -  Danny Lopez bat aux points en 15 rounds Mike Ayala

## Années 1980
- 1980 -  Matthew Saad Muhammad bat par KO au 14e round Yaqui Lopez
- 1981 -  Sugar Ray Leonard bat par KO au 14e round Thomas Hearns  (1er combat)
- 1982 -  Bobby Chacon bat aux points en 15 rounds Rafael Limón
- 1983 -  Bobby Chacon bat aux points en 12 rounds Cornelius Boza Edwards
- 1984 -  José Luis Ramírez bat par KO au 4e round Edwin Rosario  (2e combat)
- 1985 -  Marvin Hagler bat par KO au 3e round Thomas Hearns
- 1986 -  Steve Cruz bat aux points en 15 rounds Barry McGuigan
- 1987 -  Sugar Ray Leonard bat aux points en 12 rounds Marvin Hagler
- 1988 -  Tony Lopez bat aux points en 12 rounds Rocky Lockridge
- 1989 -  Roberto Durán bat aux points en 12 rounds Iran Barkley

## Années 1990
- 1990 -  Julio César Chávez bat par KO au 12e round Meldrick Taylor  (1er combat)
- 1991 -  Robert Quiroga bat aux points en 12 rounds Akeem Anifowoshe
- 1992 -  Riddick Bowe bat aux points en 12 rounds Evander Holyfield
- 1993 -  Michael Carbajal bat par KO au 7e round Humberto González
- 1994 -  Jorge Fernando Castro bat par KO au 9e round John David Jackson  (1er combat)
- 1995 -  Saman Sorjaturong bat par KO au 7e round Humberto González
- 1996 -  Evander Holyfield bat par KO au 11e round Mike Tyson
- 1997 -  Arturo Gatti bat par KO au 5e round Gabriel Ruelas
- 1998 -  Ivan Robinson bat aux points en 10 rounds Arturo Gatti  (1er combat)
- 1999 -  Paulie Ayala bat aux points en 12 rounds Johnny Tapia  (1er combat)

## Années 2000
- 2000 -  Erik Morales bat aux points en 12 rounds Marco Antonio Barrera  (1er combat)
- 2001 -  Micky Ward bat aux points en 10 rounds Emanuel Burton
- 2002 -  Micky Ward bat aux points en 10 rounds Arturo Gatti  (1er combat)
- 2003 -  Arturo Gatti bat aux points en 10 rounds Micky Ward  (3e combat)
- 2004 -  Marco Antonio Barrera bat aux points en 12 rounds Erik Morales  (3e combat)
- 2005 -  Diego Corrales bat par KO au 10e round José Luis Castillo
- 2006 -  Somsak Sithchatchawal bat par KO au 10e round Mahyar Monshipour
- 2007 -  Israel Vázquez bat par KO au 6e round Rafael Márquez  (2e combat)
- 2008 -  Israel Vázquez bat aux points en 12 rounds Rafael Márquez  (3e combat)
- 2009 -  Juan Manuel Márquez bat par KO au 9e round Juan Diaz

## Années 2010
- 2010 -  Giovani Segura bat par KO au 8e round Iván Calderón
- 2011 -  Victor Ortiz bat aux points en 12 rounds Andre Berto
- 2012 -  Juan Manuel Márquez bat par KO au 6e round Manny Pacquiao  (4e combat)
- 2013 -  Timothy Bradley bat aux points en 12 rounds Ruslan Provodnikov
- 2014 -  Lucas Matthysse bat par KO au 11e round John Molina Jr.
- 2015 -  Francisco Vargas bat par KO au 9e round Takashi Miura
- 2016 -  Francisco Vargas fait match nul contre Orlando Salido
- 2017 -  Anthony Joshua bat par arrêt de l'arbitre au 11e round Wladimir Klitschko
- 2018 -  Canelo Álvarez bat aux points en 12 rounds Gennady Golovkin  (2e combat)
- 2019 -  Naoya Inoue bat aux points en 12 rounds Nonito Donaire

## Années 2020
- 2020 -  Jose Zepeda bat par KO au 5e round Ivan Baranchyk
- 2021 -  Tyson Fury bat par KO au 11e round Deontay Wilder
- 2022 -  Leigh Wood bat par KO au 12e round Michael Conlan
- 2023 -  Luis Nery bat par KO au 11e round Azat Hovhannisyan
- 2024 -  Raymond Ford bat par arrêt de l'arbitre au 12e round Otabek Kholmatov

## Voir également
- Boxeur de l'année Ring Magazine
- KO de l'année Ring Magazine
- Surprise de l'année Ring Magazine